# ورزشگاه المپیک لندن
ورزشگاه المپیک لندن (به انگلیسی: Olympic Stadium London) ورزشگاهی در شهر لندن است.
این ورزشگاه که در سال ۲۰۰۷ میلادی شروع به ساخته شده و در سال ۲۰۱۱ به بهره‌برداری رسیده‌است، ظرفیت آن ۸۰٬۰۰۰ نفر است. مسابقات باشگاه فوتبال وستهام یونایتد از فصل ۲۰۱۷–۲۰۱۶ تا به حال، در این ورزشگاه انجام می‌شود.

## المپیک
ورزشگاه المپیک لندن که جزئی از مجموعه المپیک پارک لندن است یکی از ورزشگاه‌های مورد استفاده در بازی‌های المپیک تابستانی ۲۰۱۲ و بازی‌های پارالمپیک تابستانی ۲۰۱۲ است.
مراسم افتتاحیه و اختتامیه المپیک و پارالمپیک ۲۰۱۲، مسابقات دو و میدانی المپیک در این ورزشگاه انجام شده‌است.